# Festival d'Angoulême 2006
Le 33e festival international de la bande dessinée d'Angoulême a eu lieu du 26 au 29 janvier 2006.

## Palmarès
Le palmarès de l'édition 2006 du Festival international de la bande dessinée d'Angoulême est indiqué ci-dessous. Il se compose de 6 prix officiels et d'autres prix ne faisant pas partie du festival mais qui ont été remis durant celui-ci. Le vainqueur du prix est mentionné en gras, suivi par les albums nommés.

### Grand Prix de la Ville d'Angoulême
Le grand prix de la ville d'Angoulême a été remis à Lewis Trondheim, le créateur des séries Lapinot et Donjon et cofondateur de la maison d'édition L'Association.

### Prix décernés par le grand jury
- Prix du meilleur album : Notes pour une histoire de guerre de Gipi, éd. Actes Sud BD, Arles
  - Hanté de Philippe Dupuy, éd. Cornélius, Paris
  - Olivia Sturgess 1914-2004 de Bruno Le Floc'h et François Rivière, éd. Dargaud, Paris
  - Fritz Haber de David Vandermeulen, éd. Delcourt, Paris
  - Les Damnés de Nanterre de Chantal Montellier, éd. Denoël Graphic, Paris
  - Le Petit Bleu de la côte ouest de Jean-Patrick Manchette et Jacques Tardi, éd. Les Humanoïdes Associés, Paris
  - Ripple de Dave Cooper, Éditions du Seuil, Paris

- Prix du scénario : Les Mauvaises Gens de Étienne Davodeau, éd. Delcourt, Paris
  - Le Roi des mouches de Mezzo et Michel Pirus, éd. Albin Michel, Paris
  - Hemingway de Jason, éd. Carabas, Paris
  - A History of Violence de John Wagner et Vince Locke, éd. Delcourt, Paris
  - Dans la prison de Kazuichi Hanawa, éd. Ego comme X, Angoulême
  - les Passe-murailles : Tome 1 de Jean-Luc Cornette et Stéphane Oiry, éd. Les Humanoïdes Associés, Paris
  - The Autobiography of Me Too Two de Guillaume Bouzard, éd. Les Requins Marteaux

- Prix du dessin : Le Vol du corbeau : Tome 2 de Gibrat, éd. Dupuis, Marcinelle
  - Mitchum de Blutch, éd. Cornélius, Paris
  - Panopticum de Thomas Ott, éd. L'Association, Paris
  - Quimby Mouse de Chris Ware, éd. L'Association, Paris
  - Gogo Monster de Taiyō Matsumoto, éd. Delcourt, Paris
  - Prestige de l’uniforme de Hugues Micol et Loo Hui Phang, éd. Dupuis, Marcinelle
  - Chocottes au sous-sol ! de Blanquet, éd. La Joie de lire, Genève

- Prix du premier album : Aya de Yopougon : Tome 1 de Marguerite Abouet et Clément Oubrerie, éd. Gallimard, Paris
  - À la lettre près de Cyrille Pomès, éd. Albin Michel, Paris
  - Le blog de Frantico de Frantico, éd. Albin Michel, Paris
  - Cornigule de Takashi Kurihara, éd. Cornélius, Paris
  - The Goon : Tome 1 de Eric Powell, éd. Delcourt, Paris
  - Essence de Krzysztof Gawronkiewicz et Grzegorz Janusz, éd. Glénat, Grenoble
  - Kinky & Cosy : C’est encore loin ? de Nix, éd. Le Lombard, Bruxelles

- Prix de la série : Blacksad de Juanjo Guarnido et Juan Diaz Canales, éd. Dargaud, Paris
  - La Java bleue de Joann Sfar, éd. L'Association, Paris
  - Lupus de Frederik Peeters, éd. Atrabile, Genève
  - Blackhole de Charles Burns, éd. Delcourt, Paris
  - Bone de Jeff Smith, éd. Delcourt, Paris
  - Théodore Poussin de Frank Le Gall, éd. Dupuis, Marcinelle
  - Bouncer de François Boucq et Alejandro Jodorowsky, éd. Les Humanoïdes Associés, Paris

- Prix du patrimoine : Locas : Tome 1 de Jaime Hernandez, Éditions du Seuil, Paris
  - Comment décoder l’étircopyh de Jean-Claude Forest, éd. L'Association, Paris
  - Prince Norman : Tome 1 de Osamu Tezuka, éd. Cornélius, Paris
  - Snoopy & Les Peanuts de Charles Monroe Schulz, éd. Dargaud, Paris
  - Popeye de Elzie Crisler Segar, éd. Denoël Graphic, Paris
  - L'École emportée de Kazuo Umezu, éd. Glénat, Grenoble
  - Polly and her pals de Cliff Sterrett, éd. Futuropolis, Paris

### Autres prix du festival
- Prix public du meilleur album : Les Mauvaises Gens d'Étienne Davodeau, éd. Delcourt, Paris
  - Cour Royale de Jean-Marc Rochette et Martin Veyron, éd. Albin Michel, Paris
  - Terres de rêve de Jirô Taniguchi, éd. Casterman, Bruxelles
  - Blacksad : Âme rouge de Juanjo Guarnido et Juan Diaz Canales, éd. Dargaud, Paris
  - le Chat du rabbin : le Paradis terrestre de Joann Sfar, éd. Dargaud, Paris
  - Nana de Ai Yazawa, éd. Delcourt, Paris
  - Sam & Twitch de Marc Andreyko et Paul Lee, éd. Delcourt, Paris
  - l'Aigle sans orteils de Lax, éd. Dupuis, Marcinelle
  - Largo Winch : le Prix de l'Argent de Philippe Francq et Jean Van Hamme, éd. Dupuis, Marcinelle
  - Période glaciaire de Nicolas de Crécy, éd. Futuropolis, Paris
  - Roy & Al de Ralf König, éd. Glénat, Paris
  - Bouncer : la Vengeance du manchot de François Boucq et Alejandro Jodorowsky, éd. Les Humanoïdes Associés, Paris
  - le Petit Bleu de la côte ouest de Jean-Patrick Manchette et Jacques Tardi, éd. Les Humanoïdes Associés, Paris
  - Naruto : Tome 15 de Masashi Kishimoto, éd. Kana, Bruxelles
  - Kinky & Cosy : C'est encore loin ? de Nix, éd. Le Lombard, Bruxelles

- Prix de la bande dessinée alternative : Mycose, fanzine belge de Liège

- Prix jeunesse 9-12 ans : Sillage : Nature humaine de Jean-David Morvan et Philippe Buchet, éd. Delcourt, Paris
  - Nävis : Girodouss de José-Luis Munuera et Jean-David Morvan, éd. Delcourt, Paris
  - Kid Paddle : Dark, j'adore de Midam, éd. Dupuis, Marcinelle
  - L’Enfant de l’orage : La Croisée des vents de Manuel Bichebois et Didier Poli, éd. Les Humanoïdes Associés, Paris
  - Les Naufragés d'Ythaq : Ophyde la géminée de Adrien Floch et Christophe Arleston, éd. Soleil, Toulon

- Prix jeunesse 7-8 ans : Yakari et les Appaloosas, de Derib et JOB, éd. Le Lombard, Bruxelles

- Prix jeunes talents : Karine Bernadou

### Prix décernés en marge du festival
- Le prix Tournesol 2006 a été attribué à l'album collectif Amiante, chronique d'un crime social, paru en septembre 2005 aux éditions Septième choc. Ce prix qui est décerné à l'album le plus sensible aux préoccupations écologiques, à la défense des minorités et à la justice sociale met la lumière sur un travail collectif (Pauline Casters, Juan María Córdoba, Albert Dandrov, Dikeuss, Jean-François Miniac...). Le jury était composé, entre autres, de Manu Larcenet (prix Tournesol 2005), de Jean Solé et de Yann Wehrling, secrétaire national des Verts.
- Prix de la bande dessinée chrétienne : Les aventures de Loupio, par Jean-François Kieffer, éd. Fleurus, Paris

## Déroulement du festival
La journée du samedi, traditionnellement très fréquentée, a connu une affluence en forte baisse (-50 %, selon le journal Le Monde) du fait de la neige.

La cérémonie de proclamation du Grand Prix de la Ville d'Angoulême a en revanche connu un grand succès puisqu'une partie du public a été refoulée, faute de place. Et parmi ce public, se trouvaient deux anciens Grands Prix, Martin Veyron et René Pétillon.

Au cours de cette cérémonie, Lewis Trondheim a fait diverses promesses sur un mode humoristique : l'entrée gratuite pour tous, l'obligation pour les dessinateurs présents de passer un test de dessin d'après modèle et pour les scénaristes, de réussir une dictée. Il a ajouté, raillant l'engagement de Michel-Édouard Leclerc dans l'organisation du festival : « nous allons créer un prix qui distingue la plus belle rencontre entre un dessinateur et un scénariste, ce sera le « Prix Carrefour ». Un prix écologique, destiné à remplacer le Prix Tournesol, sera nommé le « Prix Auchan », un prix récompensant les vieux dessinateurs qui n’ont jamais reçu de prix s’intitulera le « Prix Mammouth », enfin un prix récompensant l’auteur qui a eu la chance de vendre plein d’albums alors que sa BD est nulle recevra un « Prix Casino » ». Et enfin : « Il y a derrière ce prix la volonté de me nuire, a ajouté Lewis Trondheim. C’est le début de la fin. Je vais devenir alcoolique, drogué. Je ne sais pas si je dois être content. Je me dis que c’est comme un suppositoire, il faut que cela passe... »

### Disposition
Le festival a toujours été concentré au Champ-de-Mars, la place la plus importante d'Angoulême, où se situaient les deux plus importantes "bulles" (tentes) du festival. Mais en 2006, le Champ-de-Mars est en travaux d'aménagement. Les lieux du festival, y compris les stands d'éditeurs, ont donc été éclatés dans de nombreux lieux de la ville, offrant au public une impression plus intime, moins gigantesque, mais créant une certaine confusion, certains stands ou certaines expositions se révélant difficiles à trouver.

### La bande dessinée pour enfants
Souvent accusé de négliger le public enfantin, le festival lui a réservé une place importante en 2006. L'éditeur Dupuis, pour la première fois depuis des années, y a été présent en nombre. Une exposition "Espace Jeunesse" était organisée par le magazine Capsule Cosmique. Enfin, une grande marque de l'agro-alimentaire suisse proposait au jeune public un parcours guidé de la ville d'Angoulême.

### La bande dessinée asiatique
Le millésime 2006 est marqué par une présence asiatique extrêmement importante et visible : exposition Manga, éditeurs de mangas nombreux, notamment pour défendre les Manhwas - les bandes dessinées coréennes. Un pavillon chinois présente par ailleurs un panorama un peu désordonné de la bande dessinée chinoise, des années 1950 (Lianhuanhua) à 2000 (Manhuas).

### Les bandes dessinées alternatives
Un nombre exceptionnel de fanzines, y compris non-francophones (États-Unis, Israël) était présent sur le salon. De leur côté, les éditions Cornélius, financièrement modestes mais dont l'influence sur le milieu de la bande dessinée est loin d'être négligeable (quatre albums nommés pour le palmarès 2006 étaient des albums Cornélius), avaient décidé de ne pas participer au festival officiel, mais de prendre part au festival «Off», organisés par les membres du collectif «Littératures Pirates», qui ont préparé un programme d'animations et de débats dédiés à secouer un peu le milieu de la bande dessinée.

### Spectacles
- Concerts de dessins, au théâtre
- Rencontres internationales, à l'Espace Franquin
- Espace manga
- Projection au théâtre de Entre 4 planches, Court-métrage inédit des Requins marteaux (scénario : Winshluss et Fred Felder, durée 26 minutes), produit par le Festival et par la ville d'Albi.

### Expositions
- Georges Wolinski, au CNBDI
- Shiriagari Kotobuki, à l'Hôtel Saint-Simon
- De Pilote à Poisson Pilote, au Studio du théâtre
- Jules Verne, au Chais Magélis
- Soleils de minuit, aux Caves du théâtre
- Capsule Cosmique, à l'Espace jeunesse, avec notamment plusieurs concerts de José Parrondo et de son groupe.

## Suites du festival
Dans un courrier daté du 15 février 2006, Jean-Marc Thévenet, directeur du festival, se voit notifier une mise à pied « pour faute grave » (grief non détaillé) par Dominique Bréchoteau, président du festival,.
Le résumé du festival par Didier Pasamonik : Entre Lewis Trondheim qui s’emploie à dégoûter les sponsors (voir notre article à ce sujet), une mise à pied confuse, et le combat des chefs électoral qui se profile, le Festival de la Bande Dessinée d’Angoulême est en train de vivre un cauchemar.

## Affiche
L'affiche est réalisée par Georges Wolinski. Elle représente une demoiselle à tête de chat qui tatoue des personnages de bande dessinée sur le dos de l'auteur (Wolinski). Derrière la planche à dessin, on reconnaît des figures d'amis de Wolinski, notamment des auteurs des éditions du Square.

## Jury
Le jury, sous la présidence de Georges Wolinski, était composé de Stéphane Vacchiani-Marcuzzo, Louis Schweitzer, Marc Lambron, Dominique Poncet, Olin Alexis et Kirsi Kinnunen.